# Église Saint-André de Saint-Rambert
L'église Saint-André de Saint-Rambert est une église médiévale, protégée par les monuments historiques, situé dans la commune de Saint-Just-Saint-Rambert, dans le département français de la Loire. Datée pour ses plus vieux éléments du XIe siècle, elle était l'église prieurale du prieuré de Saint-Rambert et abrite les reliques de saint Rambert.

## Généralités
L'église est située dans au centre du village de Saint-Just-Saint-Rambert, dans le département de la Loire, en région Auvergne-Rhône-Alpes, en France. L'église est adjacente à la chapelle Saint-Jean, également inscrite monument historique. Elle fait partie de la paroisse Saint-François en Forez, dans le diocèse de Saint-Étienne. L'église est placée sous le vocable de saint André.

## Historique
Un prieuré est fondé sur le territoire de l'actuelle Saint-Rambert (dénommé alors Occiacus) par un détachement de douze moines bénédictins de l'abbaye lyonnaise de l'Île-Barbe au VIIe siècle (entre 603 et 608),. Ce prieuré est mentionné pour la première fois en 971.
L'église actuelle date du XIe siècle et est agrandie au XIIe siècle,,.
En 1071, les reliques de saint Rambert sont transférées au prieuré et sont toujours actuellement conservées dans l'église. Ce transfert causa le changement de nom du village formé autour du prieuré en Saint-Rambert. En 1791, l'église, tout comme les bâtiments du prieuré, sont vendus comme biens nationaux.
L'église est classée au titre des monuments historiques par arrêté du 2 juillet 1891.

## Architecture
L'église a la particularité de posséder deux tours-clochers. La première date du XIe siècle, a été transformée en tour défensive au XIIIe siècle - comme en témoignent les mâchicoulis et meurtrières -  et a été rattachée à l'église au XIIe siècle, surmontant le porche de l'église. Des matériaux en réemplois d'origine gallo-romaine ont été utilisés pour la construction des murs. Cette tour est percée de baies géminées à colonnettes à chapiteaux sculptés. Des colonnes à chapiteaux ornés d'animaux ornent le narthex de l'église, qui sert de « crypte supérieure » pour la vénération de reliques.
La deuxième tour-clocher s'élève sur la croisée du transept de l'église sur deux étages. Elle est percée de baies jumelées à colonnettes également à chapiteaux sculptés, le tout reposant sur des arcatures.
À l'intérieur, la nef est à trois vaisseaux et la croisée du transept est couverte par un dôme,. L’abside, voûtée en cul-de-four, est flanquée de deux absidioles avec lesquelles elle communique.

## Mobilier

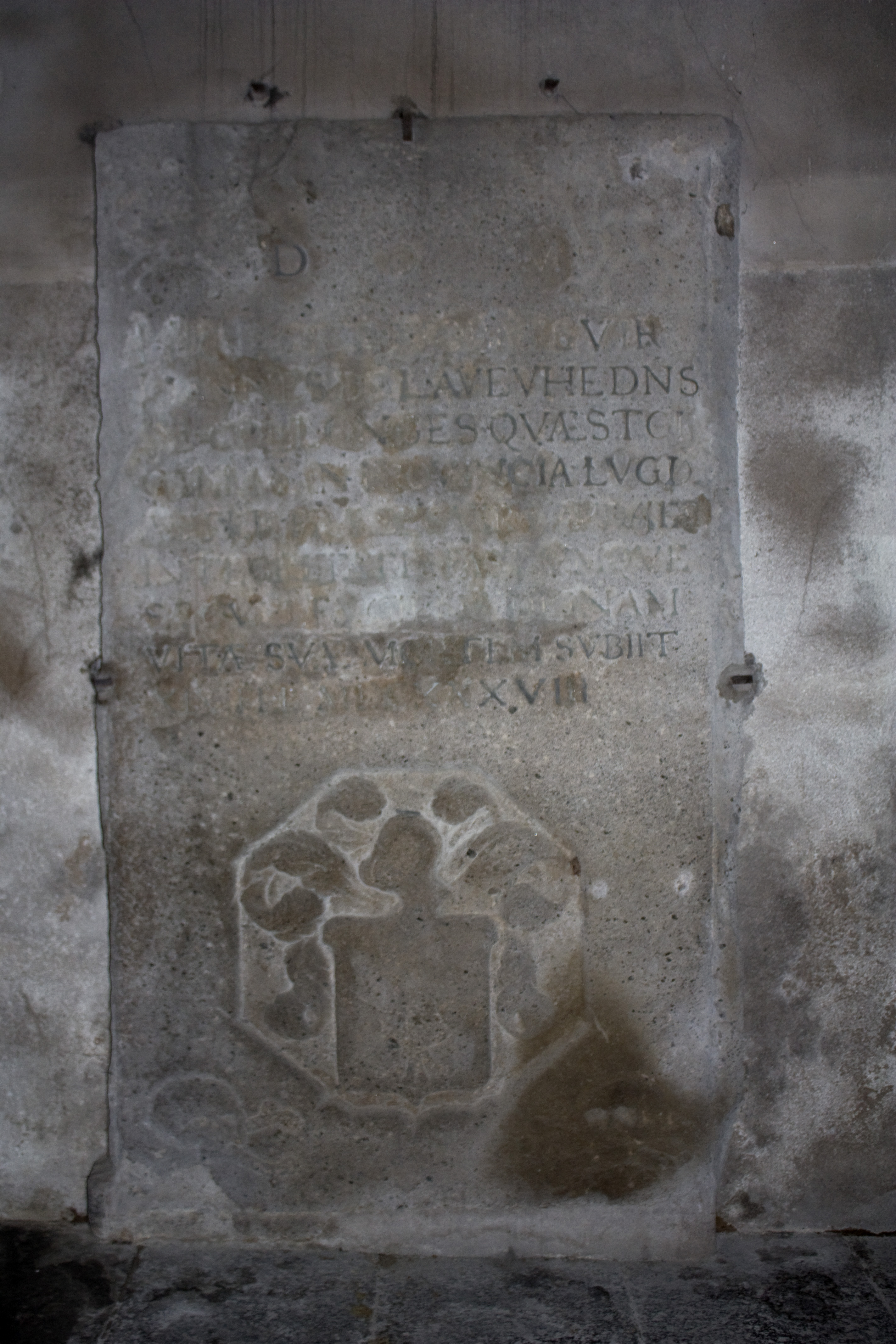
Dalle funéraire de Jean de la Veuhe

L'église contient quelques objets mobiliers protégés à titre objet des monuments historiques. Parmi ceux-ci, une cloche dite de « saint Just », datée de 1582 (indiquée par sa dédicace) est classée à titre objet en 1938. Sont présents également deux bénitiers : un du XIe siècle en grès mouluré classé en 1964, et un autre du XVe siècle, sculpté et armorié classé en 1961. Une dalle funéraire de Jean de la Veuhe, datée de 1638, est classée en 1951 et la chaire à prêcher du XVIIe siècle, moulurée et décorée, est classée, quant à elle, en 1976.

## Galerie

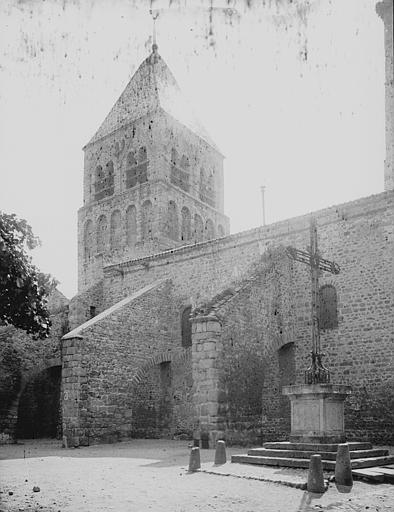
L'extérieur début XXe siècle
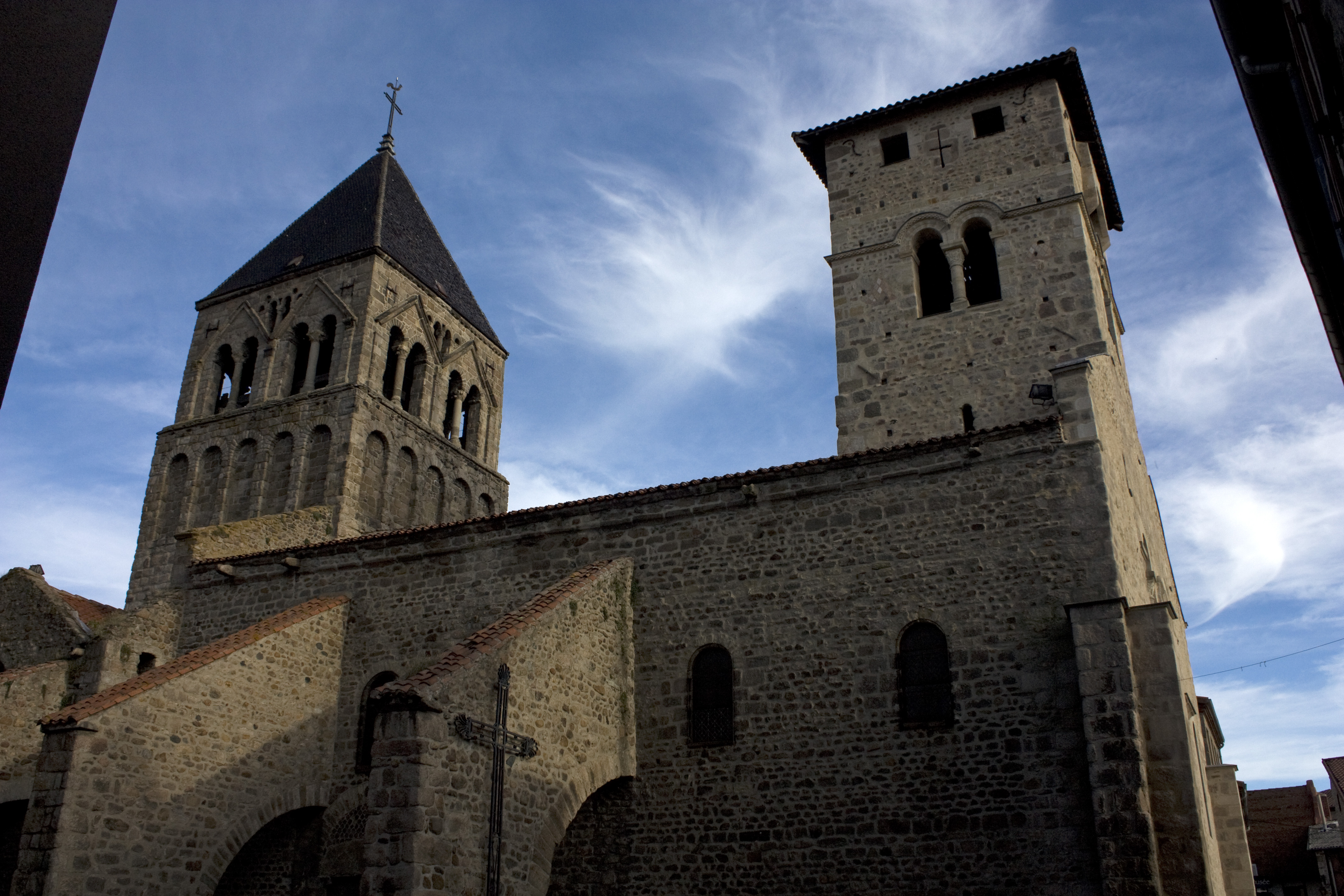
Les deux tours de l'église
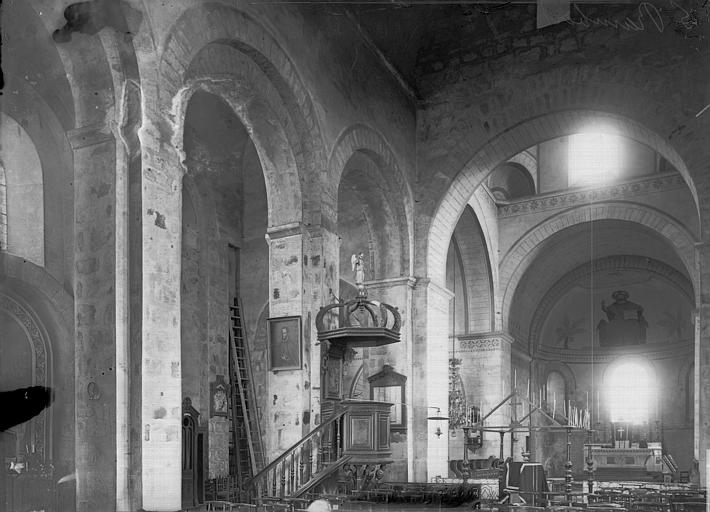
L'intérieur début XXe siècle
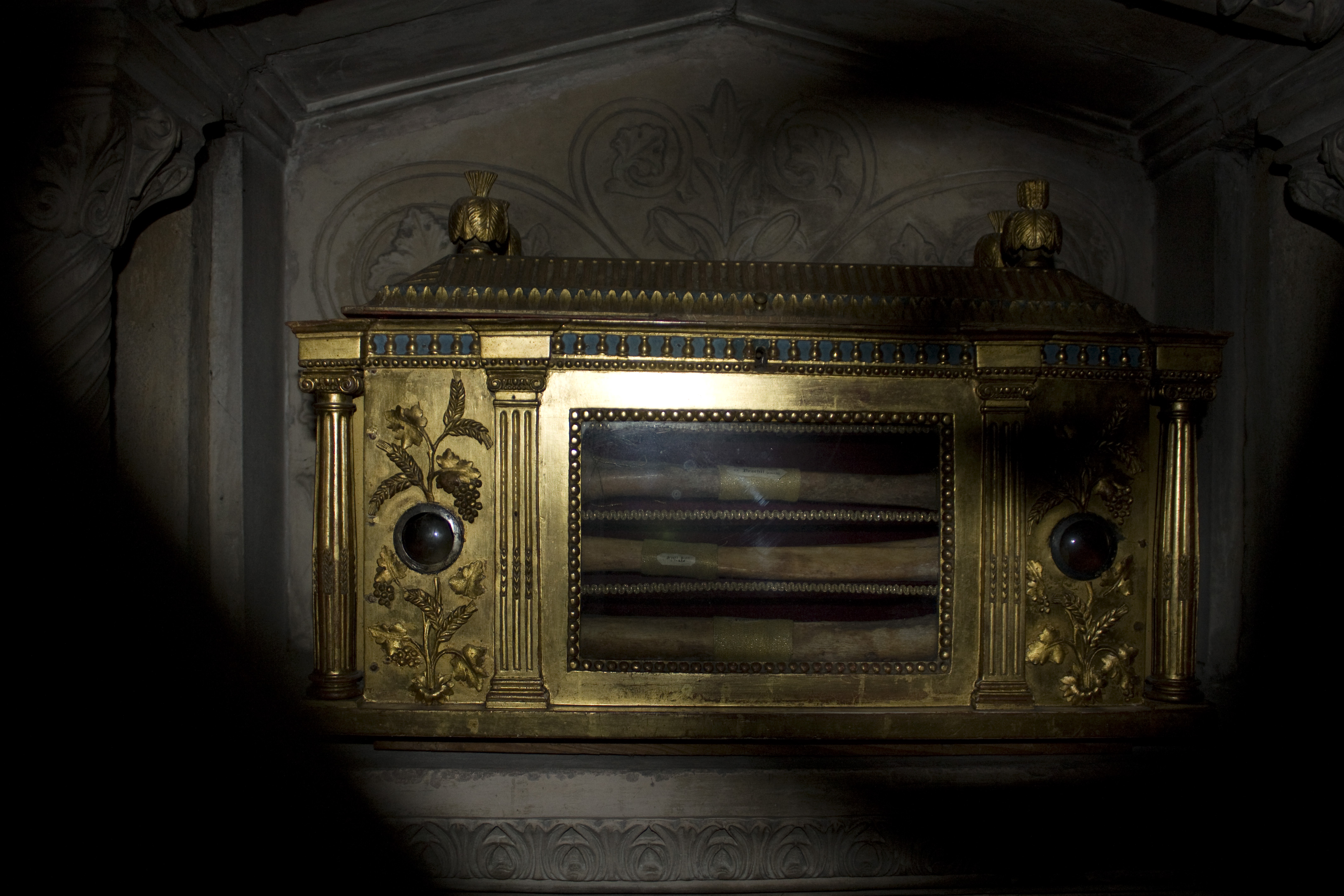
Le reliquaire
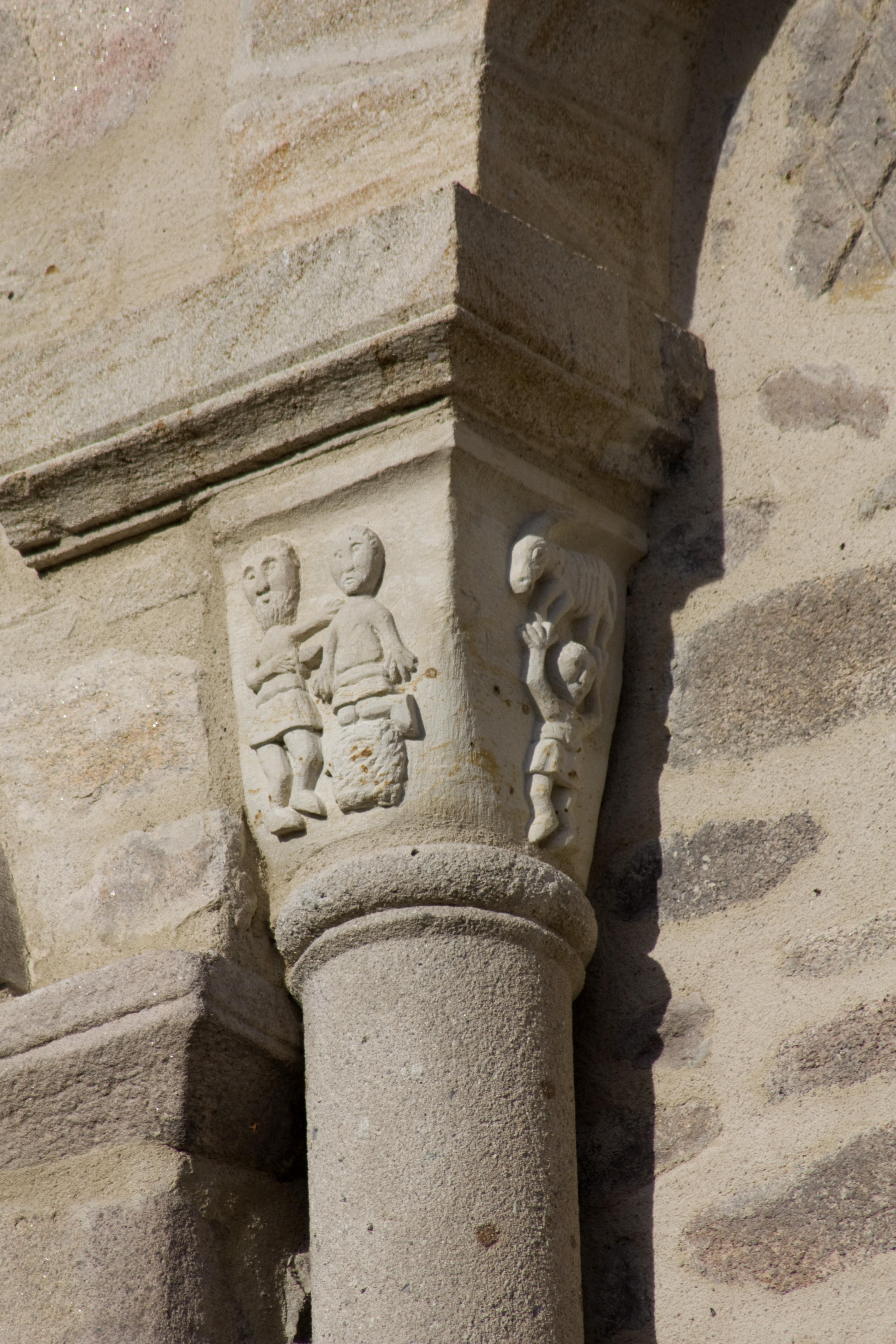
Détail de chapiteau